# Chan Lai-wun
Chan Lai-wun (cinese: 陳麗雲; ...) è un'attrice cinese.
Debutta sullo schermo, ormai non più giovane, nel film The Way We Are diretto da Ann Hui, grazie al quale vince l'Hong Kong Film Award come miglior attrice non protagonista.